# Cantó de Caen-8
El cantó de Caen-8 és un cantó francès del departament de Calvados, situat al districte de Caen. Té 3 municipis i el cap es Caen.

## Municipis
- Caen (part)
- Fleury-sur-Orne
- Louvigny

## Història
| Data d'elecció                           | Identitat            | Partit | Qualitat |
| ---------------------------------------- | -------------------- | ------ | -------- |
| 1982-1993                                | Franck Duncombe      | UDF-PR |          |
| 1993-2008                                | Francis Saint-Ellier | DL     |          |
| 2008-                                    | Éric Vève            | PS     |          |
| les dades anteriors no són pas conegudes |                      |        |          |
|                                          |                      |        |          |